# Rajna II
A Rajna II (Rhein II) Andreas Gursky német fotóművész egyik legismertebb alkotása, amely egyike a világ legdrágább fényképeinek.

## A felvétel
A felvétel 1999-ben Düsseldorf-Oberkasselnél a Rajna Walkürenstraße és a Hectorstraße közötti partszakaszán készült. Gurskyt a helyszín már korábban lenyűgözte, melyet szeretett volna megörökíteni, de a valódi látvány nem tudta visszaadni azt, ami egy modern folyót bemutató képhez kell. „Úgy döntöttem, hogy digitalizálom a felvételt és kihagyom azokat, az elemeket, amelyek zavarnak engem.” – nyilatkozta a művész. Gursky a felvételről a háttérben álló Lausward erőművet, valamint más képelemeket – egy kutyát sétáltatót, kerékpározókat – tüntetett el, majd az elkészült képet nagy méretben hívta elő. „<>számomra ez egy allegorikus kép az élet értelméről és arról, ahogy a dolgok vannak” – nyilatkozta a művész. A kritikusok a Rajna II-t Gursky egyik legnagyszerűbb képeként tartják számon, mely kiváló példája a művész egyéni látásmódjának.
A fotóból hat dedikált, sorszámozott vintázs print készült. Az egyes sorszámot viselő 185,4 x 363,5 cm méretű, plexiüvegre kasírozott C-nyomatot eredetileg a kölni Galerie Monika Sprüth szerezte meg. A fényképet a galériától egy ismeretlen német gyűjtő vett meg, aki később annak eladása mellett döntött. A New York-i Christie’s aukciósház 2011. november 8-án bocsátotta árverésre a fotót, amelyet így jellemeztek: „mély és drámai elmélkedés az emberi létről és természettel való kapcsolatunkról a 21. század derekán.” Az eladó 2,5–3,5 millió dollár bevételre számított, azonban mindenki meglepetésére 4 338 500 dolláros rekordárbevétellel kelt el a hatalmas nyomat, megelőzve Cindy Sherman 1981-ben készített Untitled #96 című alkotását. A vevő egy magát megnevezni nem kívánó gyűjtő volt.